# Rua de Costa Cabral

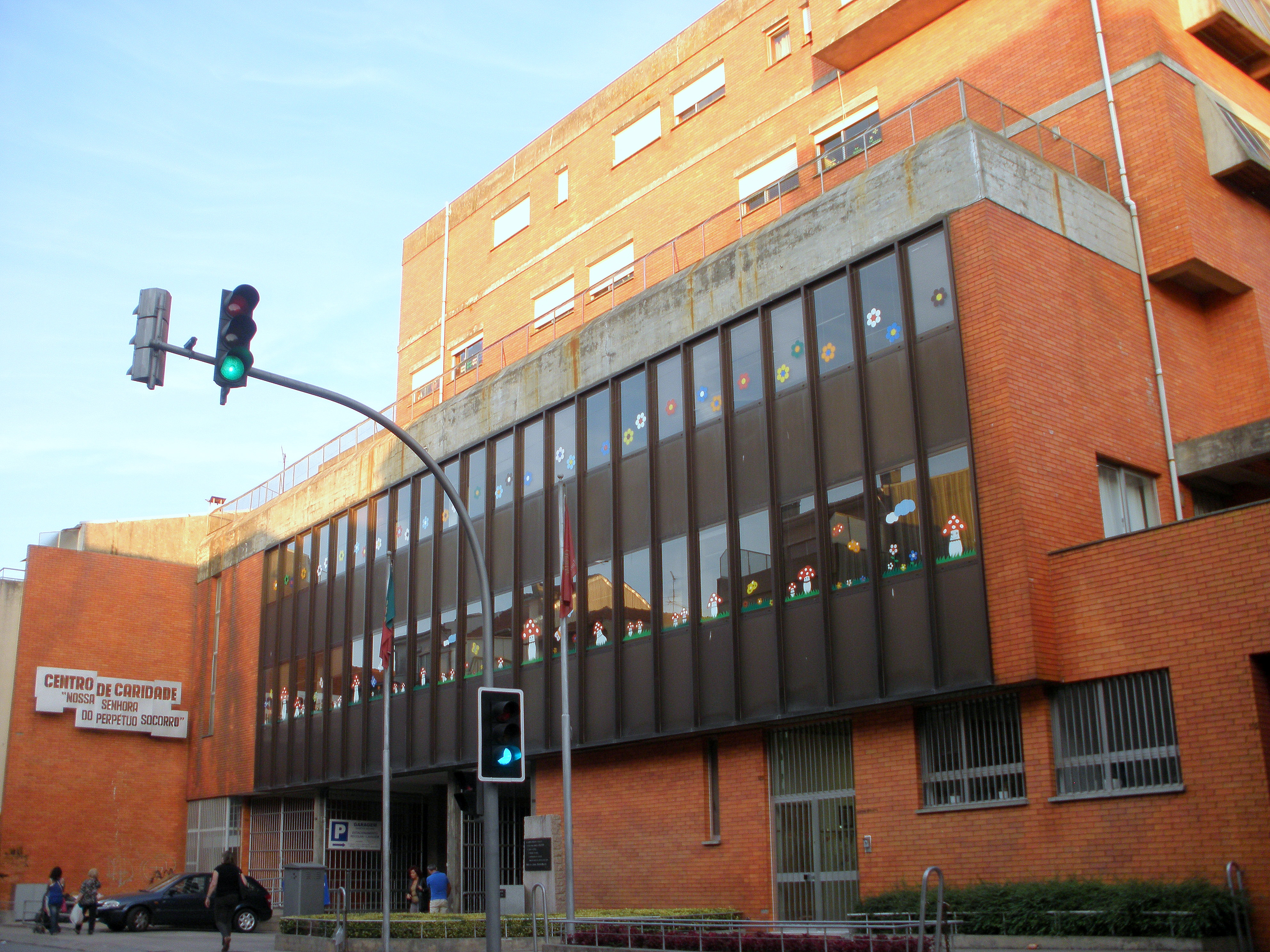
Centro de Caridade de Nossa Senhora do Perpétuo Socorro.

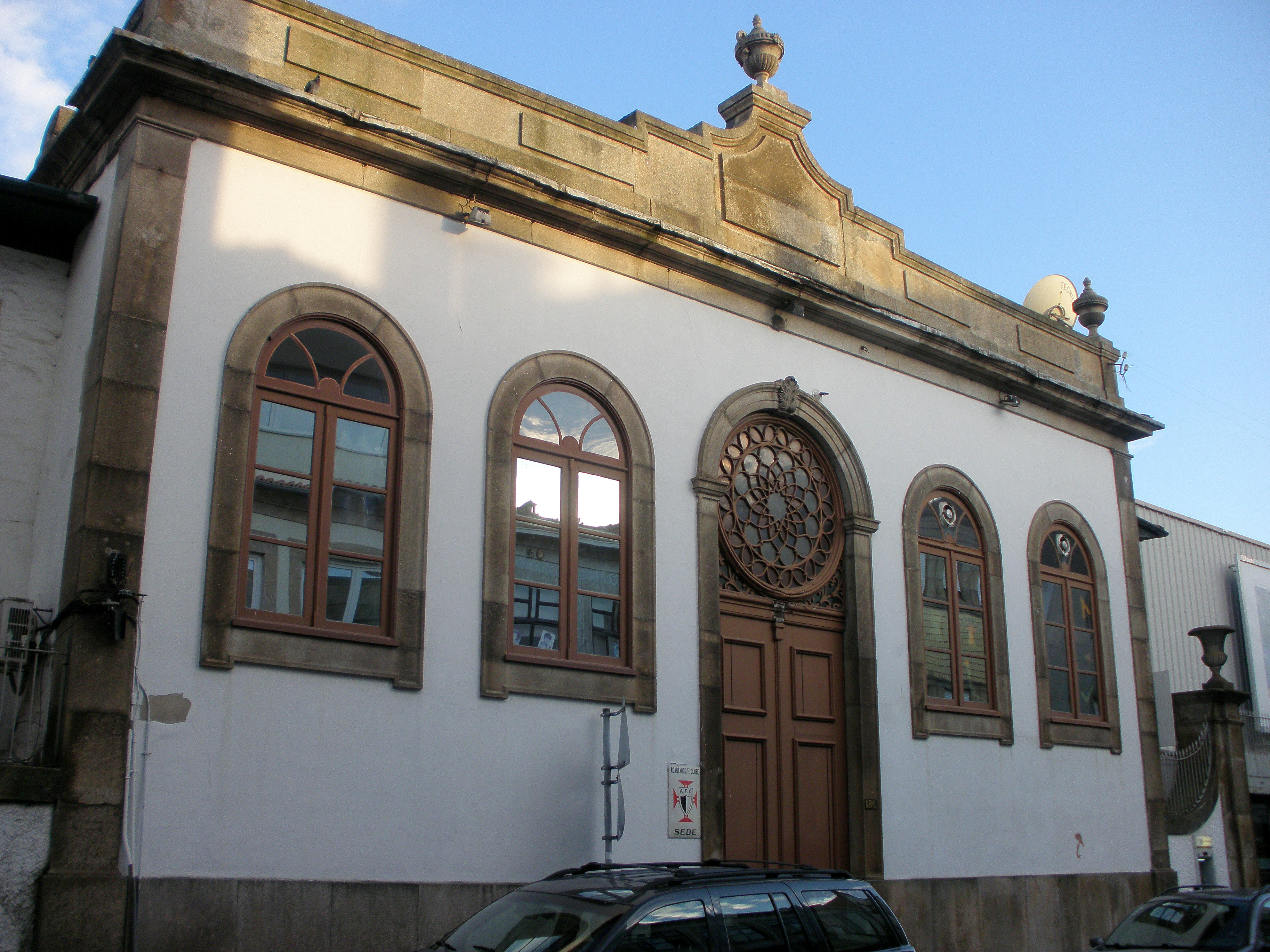
Palacete do Lima, sede do Académico Futebol Clube.

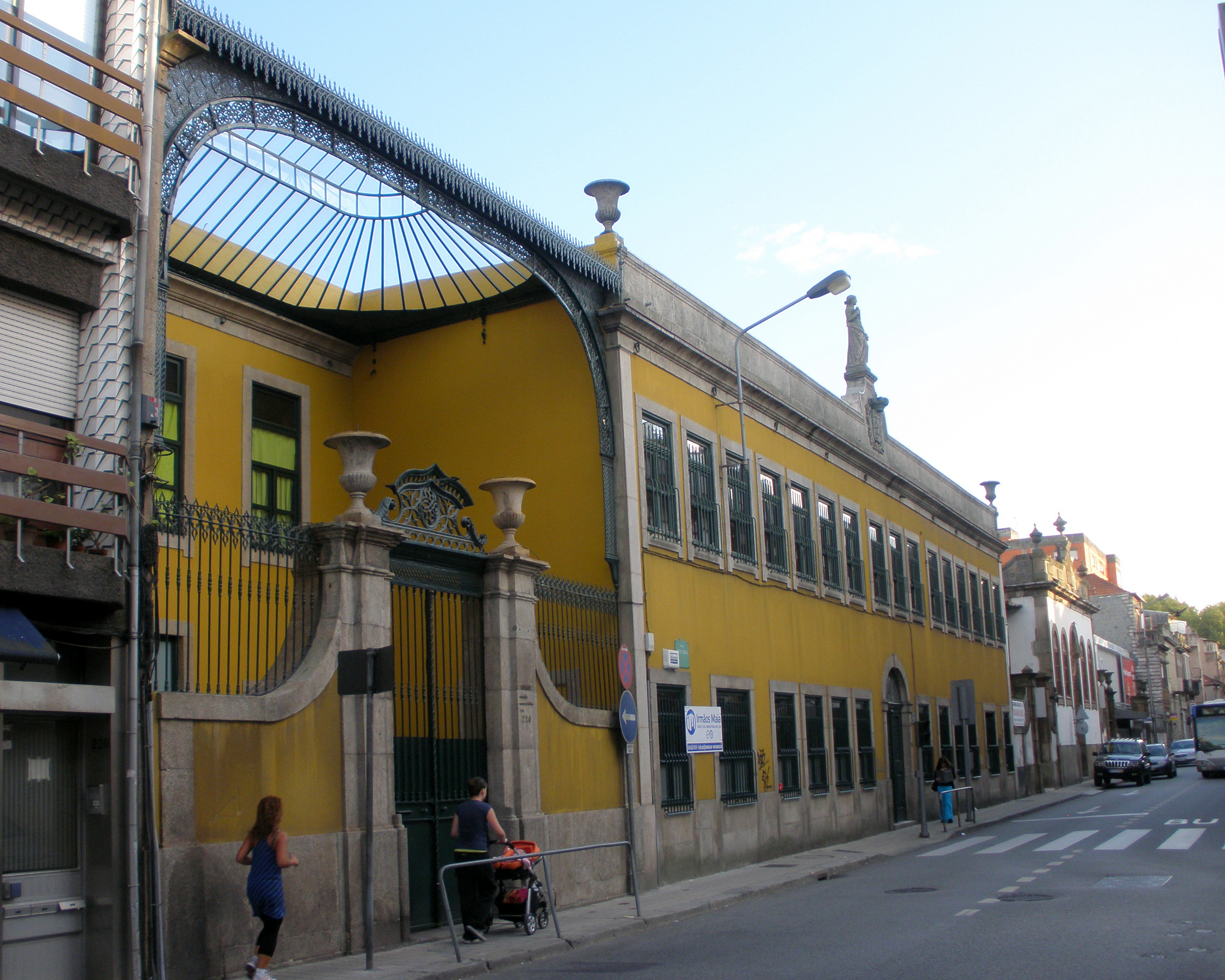
Antiga Fábrica de Tabaco "A Lealdade".

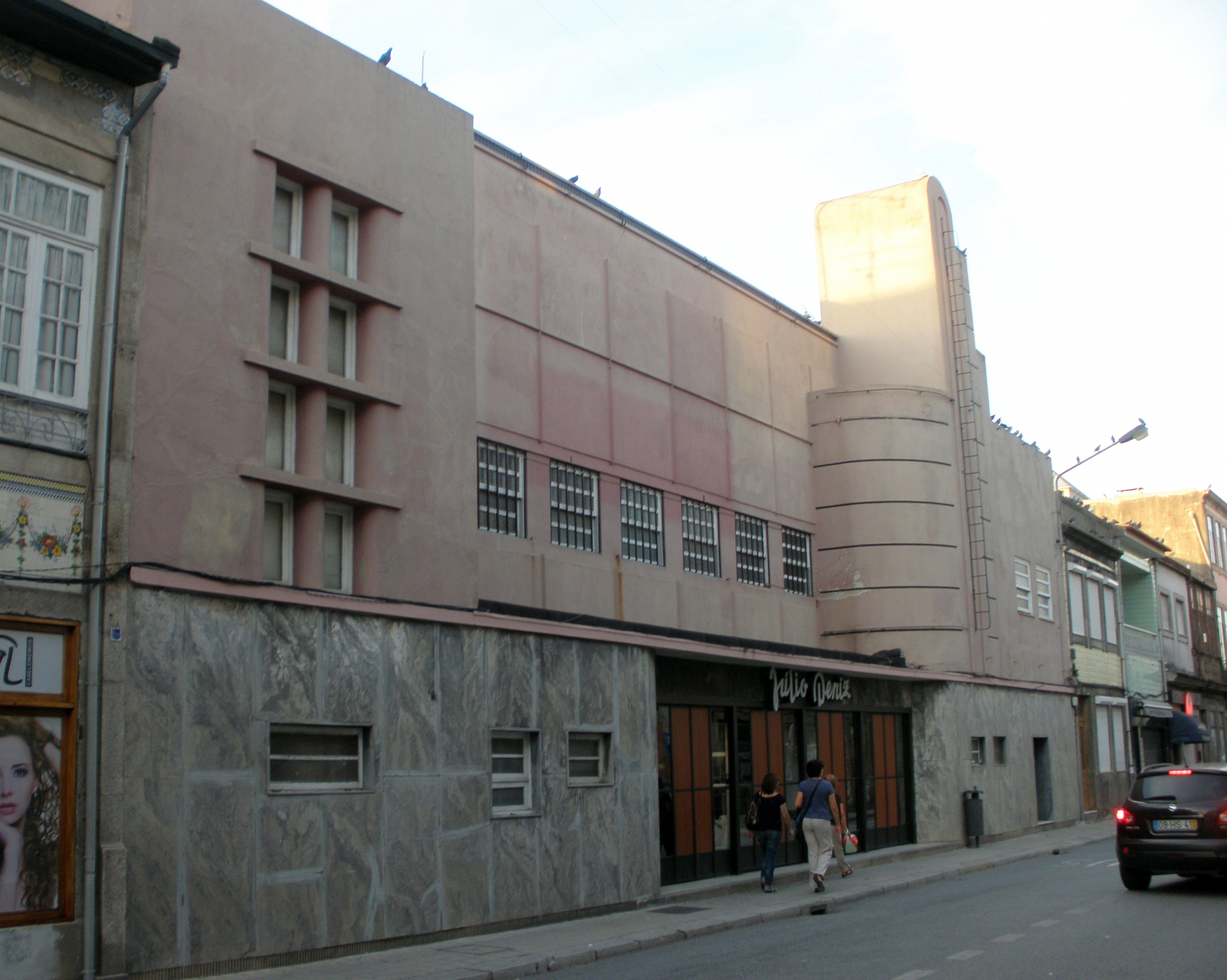
Antigo Cinema Júlio Dinis.

A Rua de Costa Cabral é a rua mais extensa da cidade do Porto, em Portugal.
Inicia-se na Praça do Marquês de Pombal, no limite das freguesias de Bonfim com Paranhos e, prolonga-se até à Estrada da Circunvalação, na Areosa, freguesia de Paranhos. Desenvolve-se em sucessivas linhas retas, dando-lhe um traçado uniforme.

## Origem do nome
A rua deve o seu nome a António Bernardo da Costa Cabral, marquês e conde de Tomar (1803-1889), que foi ilustre estadista na política portuguesa durante o reinado de D. Maria II e faleceu na cidade do Porto, mais concretamente na Foz do Douro.

## História
Integrado no plano de reformulação das estradas do reino de 1845, foi decidido melhorar a ligação rodoviária do Porto a Guimarães. Para tal, a estreita e irregular Rua do Lindo Vale, que partia do Marquês, então nos limites urbanos da cidade, foi substituída por uma ampla e moderna via de penetração (inovadoramente pavimentada a macadame) que, ao seu lado, foi rasgada.
Os lugares atravessados pela rua eram tão periféricos que a Câmara Municipal do Porto recusou-se a arcar com a despesa da sua abertura, alegando tratar-se de uma obra "fora das barreiras" da cidade.
Apesar do nome oficial, em honra do ministro do reino, António Bernardo da Costa Cabral, os portuenses preferiram chamar à nova artéria a "Estrada da Cruz das Regateiras", uma vez que atravessava o atual Largo da Cruz, à época "Cruz das Regateiras". O repúdio pelo nome oficial era tal que em 1851, quando o ministério de Costa Cabral caiu, a população tratou de derrubar a pedra que, junto à Praça do Marquês de Pombal, assinalava a designação da rua. Porém, o nome Costa Cabral perdurou e foi-se enraizando.

## Pontos de interesse
- Centro de Caridade de Nossa Senhora do Perpétuo Socorro: do arquiteto Luís Cunha, foi projetado para a Arquiconfraria dos Padres Redentoristas, enquadrando-se no movimento de renovação da arte religiosa desencadeado na década de 1950. De nove pisos, o edifício foi concebido para incluir um cinema estúdio, uma capela, um serviço de assistência médica, uma biblioteca, um ginásio e salas de aula de diversos graus de ensino.[2]
- Habitações oitocentistas: entre o Marquês e a Rua de Silva Tapada encontra-se uma fileira de habitações notáveis no quadro da arquitetura portuense oitocentista, algumas com varandas-miradouro nos telhados.
- Palacete do Lima: sede do Académico Futebol Clube, clube que chegou a atingir grande nível no panorama desportivo da cidade e do país, o seu recinto de jogos, o Estádio do Lima, foi, durante décadas, o único relvado do Porto.
- Antiga Fábrica de Tabaco "A Lealdade": logo a seguir ao Palacete do Lima está o grande edifício que pertenceu a uma das fábricas portuenses de tabaco. Nele é magistral a marquise que cobre o vão de uma das entradas, bem como a grade do muro junto da rua.
- Antigo Cinema Júlio Dinis: edifício da década de 1940, de projeto importado da arquitetura modernista da época, geometrizado em linhas retas, funcional e sem efeitos decorativos.
- Habitações no estilo do fim do século: entre a Rua de Joaquim Pires de Lima e a Rua de Silva Tapada há uma série de boa arquitetura em habitações no estilo fin de siècle, privilegiando o uso de granito, ferro e azulejo.
- Casa-Museu Fernando de Castro: onde viveu o poeta e colecionador que legou à cidade as suas obras de arte, com relevo para uma coleção importante de pintura portuguesa.
- Moradias da primeira metade do século XX: entre a Rua de Silva Tapada e o Largo da Cruz existe um harmonioso conjunto de moradias da burguesia portuense do século XX, com pormenores de grande requinte decorativo: portas, varandas, lavrados de cantaria, grades, azulejos.
- Centro Hospitalar Conde de Ferreira, criado por Joaquim Ferreira dos Santos e inaugurado em 1883, foi a primeira construção de raiz feita para a psiquiatria em Portugal, hoje é tutelado pela Santa Casa da Misericórdia do Porto.

## Acessos
- Estação Combatentes
- Linhas 300, 603, 701, 702 e 703 dos STCP.